# Monticello (Utah)
Monticello is een plaats (city) in de Amerikaanse staat Utah. Het is de hoofdplaats van San Juan County.

## Verkeer
Monticello ligt aan U.S. Route 191, die Utah van noord naar zuid doorloopt en de stad verbindt met Moab in het noorden en met Blanding in het zuiden.
De stad is het eindpunt van U.S. Route 491, die vanuit Dove Creek Monticello bereikt.
Vanuit Monticello kan men het Canyonlands National Park bereiken. Het Needles District van het park is 79 km van Monticello via Utah State Route 211, een aftakking van route 191 tussen Monticello en Moab. Die weg leidt tevens langs het Newspaper Rock State Historic Monument.
Monticello heeft een eigen vliegveld, Monticello Airport, op ongeveer 6,5 km ten noorden van het centrum aan de oostzijde van Route 191. Dit vliegveld werd geopend in 2011 en verving het vorige dat aan de overkant van de weg lag.

## Mijnbouw
In Monticello werd van 1942 tot 1960 een mijn geëxploiteerd waar uranium en vanadium werd gewonnen voor het Amerikaans atoomwapenprogramma. De site wordt nu gesaneerd en heringericht. Op de plaats van de vroegere mijn is nu een golfbaan aangelegd.

## Demografie
Bij de volkstelling in 2000 werd het aantal inwoners vastgesteld op 1958.
In 2006 is het aantal inwoners door het United States Census Bureau geschat op 1922, een daling van 36 (-1,8%).

## Geografie
Volgens het United States Census Bureau beslaat de plaats een oppervlakte van
6,7 km², geheel bestaande uit land.

## Plaatsen in de nabije omgeving
De onderstaande figuur toont nabijgelegen plaatsen in een straal van 52 km rond Monticello.